# Colt Double Eagle

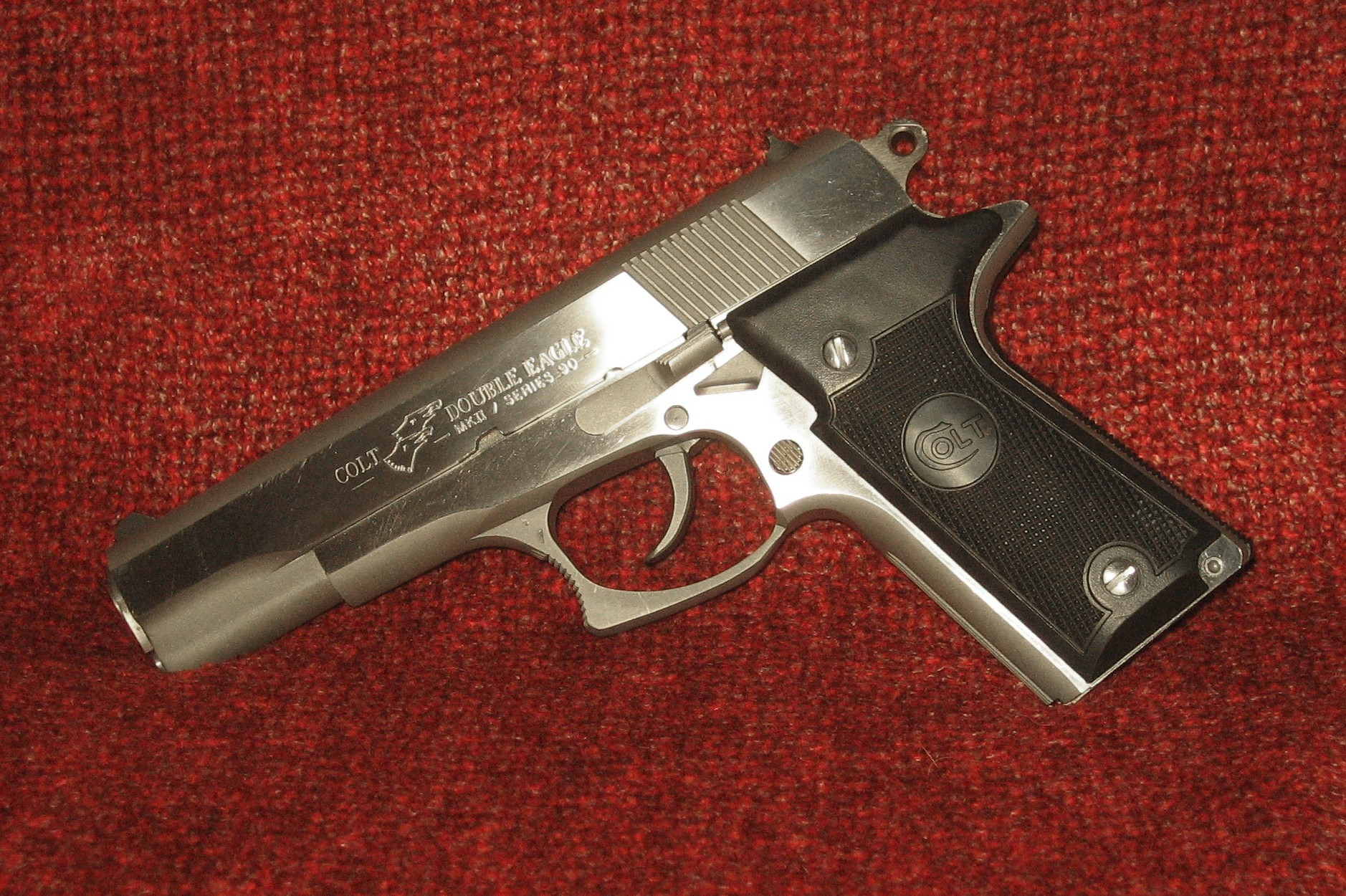
Colt Double Eagle

Le Colt Double Eagle est un pistolet semi-automatique double action fabriqué par l'entreprise d'armes à feu Colt. Sorti en 1990, cette arme avait pour objectif de moderniser la gamme des pistolets Colt entièrement construite autour du Colt 1911. Le Colt Double Eagle est une version modifiée du 1911, le dotant pour la première fois dans sa gamme, d'un mécanisme double action et d'un ensemble de dispositifs de sécurité ambidextre. Sa ligne plus arrondie se démarque nettement de celle de son prédécesseur. Malgré tous ses attraits le Colt Double Eagle, destiné au marché civil, ne rencontra pas le succès escompté et fut retiré de la vente en 1997.
Caractéristiques techniques
- Calibre : .45 ACP, 10 mm Auto, 9 mm Parabellum, .38 Super.
- Longueur : 21,6 cm
- Longueur du canon : 12,7 cm
- Poids non chargé : 1,077 kg
- Poids chargé : -
- Capacité : 7 coups (.45), 8 coups (10mm)